# Hirschenmoor
Das Hirschenmoor ist ein vom Regierungspräsidium Freiburg am  12. September 1983  durch Verordnung ausgewiesenes Naturschutzgebiet auf dem Gebiet der Gemeinde Breitnau im Landkreis Breisgau-Hochschwarzwald.

## Lage und Beschreibung
Das Hirschenmoor liegt im Naturraum Hochschwarzwald nordwestlich von Oberhöllsteig am östlichen Ende des Höllentals. Das etwa 10 Hektar große Naturschutzgebiet ist Teil des FFH-Gebiets Hochschwarzwald um Hinterzarten und liegt eingebettet in das Landschaftsschutzgebiet Breitnau-Hinterzarten.
Das Hirschenmoor hat einen Hochmoorkern mit umgebendem Zwischenmoor und einem Spirken-Moorwald und Kleinseeggenrieden im Randlagg.
Es ist benannt nach dem ehemaligen Gasthaus zum Hirschen, das am südwestlichen Rand des Moores steht. Im Moor wurde früher Torf gestochen.

## Schutzzweck
Schutzzweck ist laut Schutzgebietsverordnung „die Erhaltung des Hochmoors »Hirschenmoor« als landschaftstypisches Feuchtgebiet und Lebensraum zahlreicher seltener und vom Aussterben bedrohter Tier - und Pflanzenarten.“